# Замок Уоллингфорд
Замок Уоллингфорд (англ. Wallingford Castle) — важный средневековый замок на Темзе в Уоллингфорде, графство Оксфордшир (историческое графство Беркшир), Англия. Замок по типу мотт и бейли, возведённый в англосаксонском бурге в 1071 году, со временем превратился в то, что историк Николас Брукс назвал «одним из самых могущественных королевских замков XII и XIII веков». В годы гражданской войны в Англии (1135—1154) замок оставался оплотом императрицы Матильды, несколько раз был осаждён и ни разу не был взят. В течение следующих двух столетий он превратился в роскошный замок, которым пользовались члены королевской семьи и их ближайшие родственники.

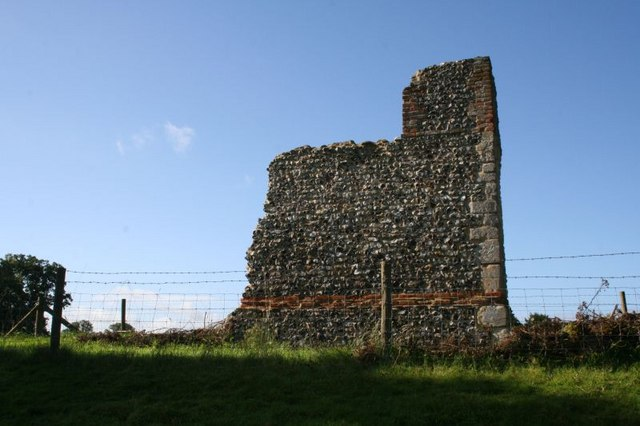
Один из немногих фрагментов замковых стен, уцелевших после разрушения в 1652 году.

После того, как король Генрих VIII отказался использовать его в качестве своей королевской резиденции, замок постепенно пришёл в упадок и стал разрушаться. Во время Английской революции он был восстановлен, и в нём размещался гарнизон роялистов; после четырёхмесячной осады силами парламента, в июле 1646 года замок был сдан и в конечном итоге разрушен по приказу Кромвеля, чтобы предотвратить его дальнейшее использования в военных целях. Сейчас от замка остались лишь фрагменты разрушенных стен и обширные земляные укрепления. Памятник архитектуры первой категории. Открыт для посещения.